# Brunszvik Teréz
Gróf korompai Brunszvik Teréz Jozefa Anna Johanna Alojzia (eredetileg Brunswick) (Pozsony, 1775. július 27. – Duka, 1861. szeptember 23.) magyar grófnő, az első magyarországi óvodák megalapítója.

## Élete
Apja ifj. Brunswick Antal gróf (1746–1793), gazdálkodó, író, anyja Seeberg Anna (1752–1830) bárónő volt, négy gyermekük született: Teréz, Ferenc (1777–1849), Jozefin (1779–1821) és Karolina (1782–1843). Brunszvik Antal korai halála után özvegységre jutott édesanyjával az 1800-as évek elején Magyarországon és Bécsben lakott, később húgával, özvegy gróf Deym Josephné Brunswick Jozefin (1779–1821) grófnővel, és annak két fiával Oroszországban, azután Svájcban élt.

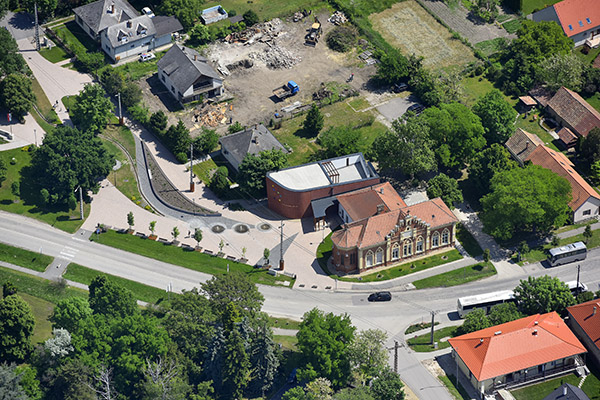
Brunszvik Teréz Óvoda (Martonvásár) légi felvételen

Itt ismerkedett meg Yverdonban Pestalozzival, aki nagy hatással volt rá. Később elvállalta testvére gyermekeinek nevelését és tanítását Csehországban, ezután Budára költözött. A feljegyzések szerint 1824-ben Martonvásáron ő állította fel az első karácsonyfát Magyarországon. 1828-ban megszervezte a krisztinavárosi ipariskolát. Az első óvodát – korabeli nevén: kisdedóvót – ő nyitotta meg az egész Habsburg Monarchiában, 1828. június 1-jén, Angyalkert név alatt, édesanyja budai házában, a mai Mikó utca és Attila út sarkán. Az óvoda első óvó-nevelője Kern Máté volt. 1829-ben a cselédlányok oktatására cselédiskolát hozott létre.
1836-ban egyesületet alapított az óvodák elterjesztésére. További 11 óvodát indított útjára, haláláig 80-ra nőtt ezen intézmények száma. Unokahúgával, Teleki Blankával (Brunszvik Karolina és Teleki Imre gróf leányával) tevékenyen részt vett az első magyar nőnevelő intézet létrehozásában. Mindemellett remekül zongorázott, szavalt, rajzolt, festett, sőt, németül verseket is írt. Családja kapcsolatban állt Beethovennel. A korábbi kutatás Brunszvik Terézben látta a zeneszerző „halhatatlan kedveshez” intézett leveleinek címzettjét, aki azonban az újabb feltételezések szerint inkább húga, Jozefin (Deym Józsefné) volt.

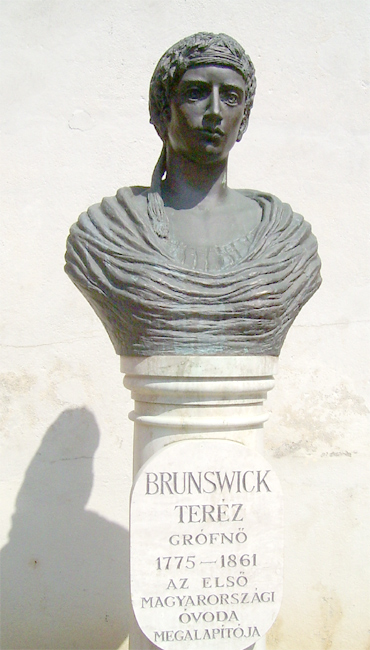
Brunswick Teréz budapesti szobra, a Logodi utcában (Kampfl József alkotása)

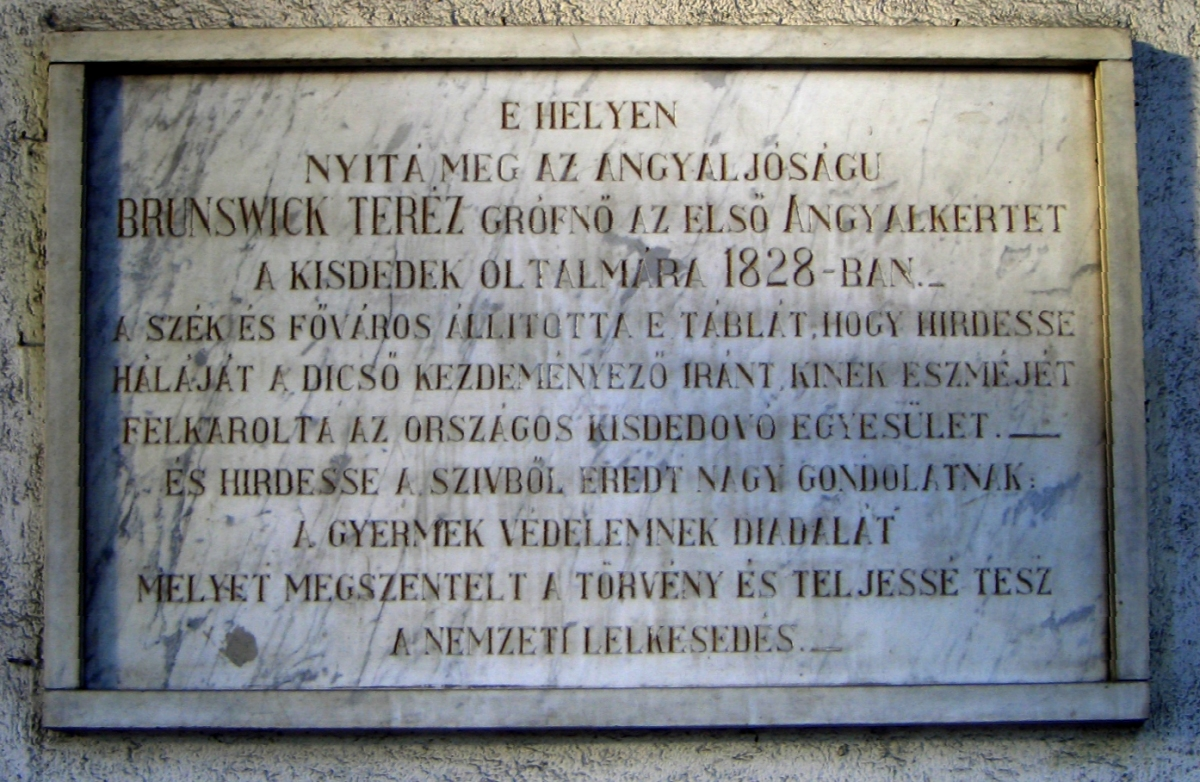
Az 1828-ban megnyitott első Angyalkert emléktáblája a budai Krisztinavárosban, az Attila út 81. sz. házon

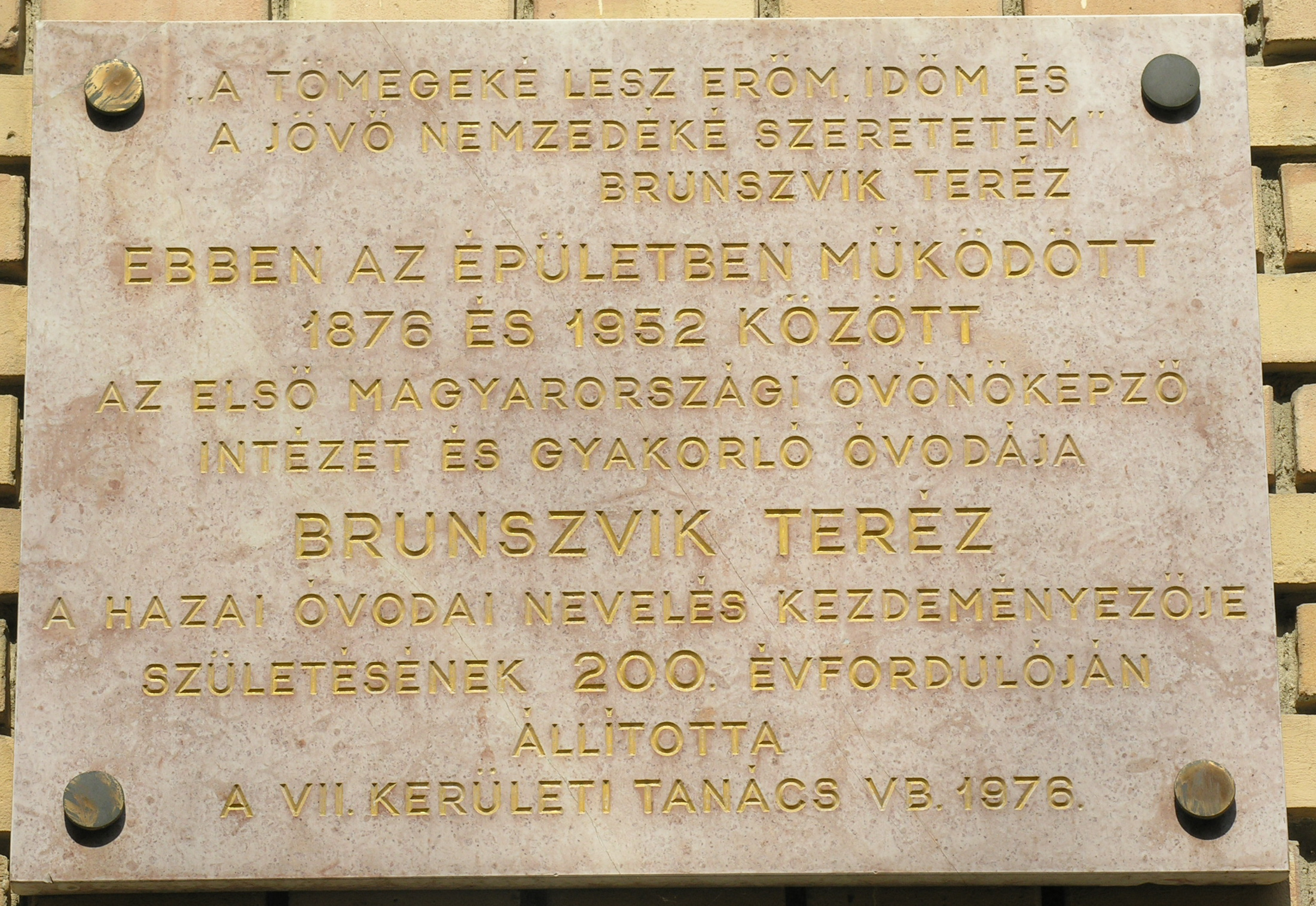
Első magyarországi óvónőképző, Budapest, VII. kerület, Rózsák tere 6–7.

## Írásban megjelent művei
- Felszólítás egy intézet felállítása iránt, melyet a kis gyermekeket gyámnevelő intézetek számára tanítók készítenének hazánk minden részeiben. Hely és év n. 4r.
- Rajza azon véghetetlen haszonnak, melyeket a kis gyermekek oskolái nyújtanak. Hely és év n. 4r.
- Rendszabási a nemzeti egyesületnek, a kisdedek koránti nevelésére nézve gyám- és képzőintézetek által. Pest, 1830
- Számadás a' kisdedovó intézetekről. 1830-dik esztendei 1-ső juliustól fogva 1833-dik végéig; Egyetemi Ny., Buda, 1836 (hasonmásban: 1993)
- "Magyarország, veled az Isten!". Brunszvik Teréz naplófeljegyzései, 1848–1849; sajtó alá rend., tan., jegyz. Hornyák Mária, ford. Rákóczi Katalin, Soós István; Argumentum, Bp., 1999
- Brunszvik Teréz. Versek, cikkek, levelek, naplóidézetek; bev., vál., szerk. Hornyák Mária, ford. Kalász Márton et al.; Brunszvik Teréz Szellemi Hagyatéka Alapítvány, Martonvásár, 2000 (Őrláng füzetek)
- Beethoven Brunszvik Teréz naplóiban; sajtó alá rend., tan., jegyz. Hornyák Mária, ford. Dancsecs Zsuzsanna; Brunszvik Teréz Szellemi Hagyatéka Alapítvány, Martonvásár, 2004 (Őrláng füzetek)
- Brunszvik Teréz és kortársai Martonvásárról; vál., szerk., jegyz., bev. Hornyák Mária; sajtó alá rend. Hornyák Mária; Brunszvik Teréz Szellemi Hagyatéka Alapítvány, Martonvásár, 2005 (Őrláng füzetek)

## Emlékezete
- Arcképét Barabás Miklós készítette el, szobrát, Aradi Zsigmond munkáját 1871. november 5-én leplezték le és a Magyar Nemzeti Múzeumban helyezték el.
- 1938-ban kiadták naplófeljegyzéseit Brunszvik Teréz grófnő naplói és feljegyzései címmel (szerkesztette és a bevezetőt írta Czeke Marianne). Gergely Márta Teréz, a kedves halhatatlan címmel megírta életregényét (Budapest, 1972).
- 1994-ben Budapest I. kerületében felavatták bronz mellszobrát, Kampfl József alkotását.
- 1999-ben „Magyarország, Veled az Isten!”, Brunszvik Teréz naplófeljegyzései címmel kiadták 1848–49-es naplójegyzeteit (Argumentum Kiadó, a bevezetőt és a jegyzeteket írta Hornyák Mária).

### Nevét viselik
- Brunszvik Teréz Óvoda (Budapest)
- Belvárosi Brunszvik Teréz Óvoda (Székesfehérvár)
- Brunszvik Teréz Óvoda (Martonvásár)
- Brunszvik Teréz Óvoda (Hódmezővásárhely)
- Brunszvik Teréz Óvoda (Győr)
- Brunszvik Teréz Óvoda (Oroszlány)
- Brunszvik Teréz Óvoda (Miskolc)
- Brunszvik Teréz Egyesület (Berlin)
- Brunszvik Teréz Óvóképző Főiskola (Szarvas)
- Brunszvik Teréz Napközi Otthonos Óvoda (Hévíz)
- Brunszvik Teréz Óvoda – Bölcsőde (Vecsés)
- Brunszvik Teréz Óvoda (Hatvan)
- Vácdukai Brunszvik Teréz Óvoda (Vácduka)
- Egy óvodai programot is róla neveztek el
- Brunszvik Teréz-díj. Kiemelkedő óvodapedagógiai munkáért, valamint az óvodapedagógus képzésben kiemelkedő munkát végző oktatók elismerésére adományozható. A plakett Brunszvik Teréz domború arcképét és a Brunszvik Teréz-díj feliratot ábrázolja, Lebó Ferenc szobrászművész alkotása.